# Tadjourah (distrikt)

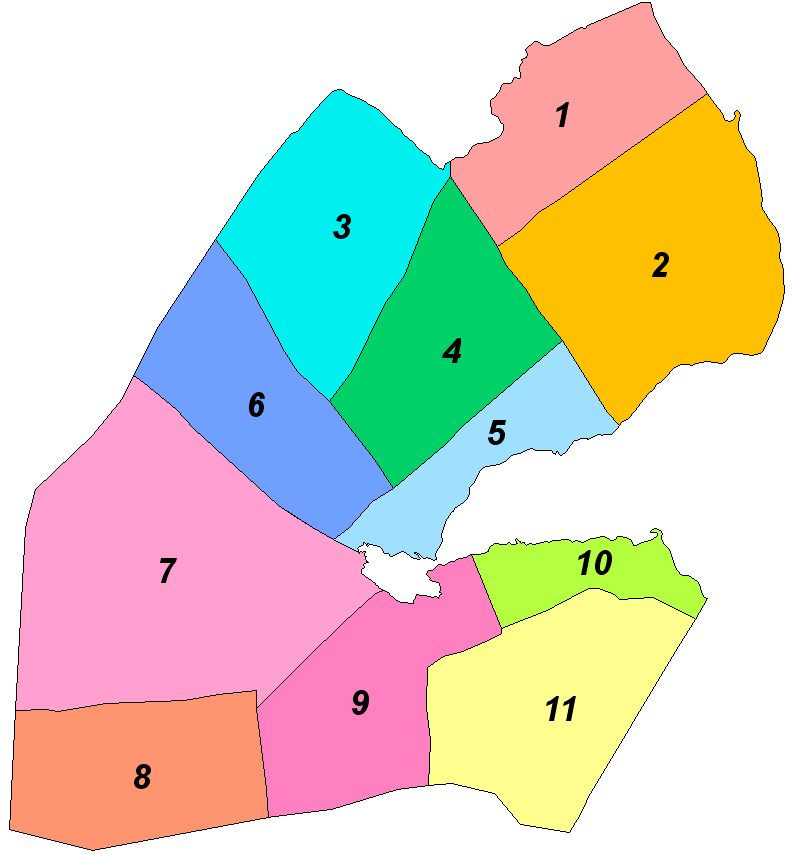
Djiboutis distrikt.
5=Tadjourha

Tadjourah är ett av Djiboutis elva distrikt. Distriktet ligger i regionen Tadjourah. Det gränsar i nordöst mot distriktet Obock och i nordväst mot distrikten Randa och Balha. I sydväst finns en kort gräns mot distriktet Yoboki. I sydöst finns kust mot Tadjourahviken.

## Orter (urval)
- Tadjourah